# Campionati europei di atletica leggera 2018 - Lancio del disco femminile
Il lancio del disco femminile ai Campionati europei di atletica leggera 2018 si è svolto tra il 9 e l'11 agosto 2018.

## Podio
| Oro     | Sandra Perković Croazia |
| Argento | Nadine Müller Germania  |
| Bronzo  | Shanice Craft Germania  |

## Record
Prima di questa competizione, il record del mondo (RM), il record europeo (EU) ed il record dei campionati (RC) sono i seguenti:
| Record                | Prestazione | Atleta                    | Data                                   | Competizione |
| --------------------- | ----------- | ------------------------- | -------------------------------------- | ------------ |
| Record mondiale       | 76,80 m     | Gabriele Reinsch Germania | 9 luglio 1988 Neubrandenburg, Germania |              |
| Record europeo        | 76,80 m     | Gabriele Reinsch Germania | 9 luglio 1988 Neubrandenburg, Germania |              |
| Record dei campionati | 71,36 m     | Gabriele Reinsch Germania | 28 agosto 1986 Stoccarda, Germania     | Europei 1986 |

## Risultati

### Qualificazioni
Si qualificano alla finale le atleti che lanciano 58,50 m (Q) o le dodici migliori misure (q).
| Pos | Gruppo | Atleta                   | Nazionalità                 | 1ª prova | 2ª prova | 3ª prova | Risultato | Note |
| --- | ------ | ------------------------ | --------------------------- | -------- | -------- | -------- | --------- | ---- |
| 1   | B      | Sandra Perković          | Croazia                     | 64,54    |          |          | 64,54     | Q    |
| 2   | A      | Shanice Craft            | Germania                    | 61,13    |          |          | 61,13     | Q    |
| 3   | B      | Nadine Müller            | Germania                    | 60,64    |          |          | 60,64     | Q    |
| 4   | B      | Irina Rodrigues          | Portogallo                  | 55,15    | 56,38    | 59,22    | 59,22     | Q    |
| 5   | A      | Claudine Vita            | Germania                    | 59,18    |          |          | 59,18     | Q    |
| 6   | B      | Alexandra Emilianov      | Moldavia                    | 55,80    | 55,37    | 58,83    | 58,83     | Q    |
| 7   | A      | Daisy Osakue             | Italia                      | x        | 58,73    |          | 58,73     | Q    |
| 8   | A      | Liliana Cá               | Portogallo                  | 58,37    | x        | x        | 58,37     | q    |
| 9   | B      | Eliška Staňková          | Rep. Ceca                   | 55,11    | 57,81    | x        | 57,81     | q    |
| 10  | B      | Dragana Tomašević        | Serbia                      | 57,77    | 57,70    | 57,10    | 57,77     | q    |
| 11  | B      | Jade Lally               | Gran Bretagna               | 57,71    | 56,47    | 56,03    | 57,71     | q    |
| 12  | A      | Hrisoula Anagnostopoulou | Grecia                      | x        | 53,30    | 56,52    | 56,52     | q    |
| 13  | A      | Kristina Rakočević       | Montenegro                  | 54,68    | 55,90    | x        | 55,90     |      |
| 14  | B      | Corinne Nugter           | Paesi Bassi                 | 54,02    | x        | 55,70    | 55,70     |      |
| 15  | B      | Sabina Asenjo            | Spagna                      | 53,81    | 55,57    | 55,01    | 55,57     |      |
| 16  | A      | Marija Tolj              | Croazia                     | x        | 52,79    | 55,52    | 55,52     |      |
| 17  | B      | Valentina Aniballi       | Italia                      | 55,06    | 54,12    | x        | 55,06     |      |
| 18  | A      | Vanessa Kamga            | Svezia                      | 36,55    | 54,88    | x        | 54,88     |      |
| 19  | B      | Sanna Kämäräinen         | Finlandia                   | 54,76    | x        | 54,43    | 54,76     |      |
| 20  | A      | Jorinde van Klinken      | Paesi Bassi                 | 53,21    | 54,33    | x        | 54,33     |      |
| 21  | B      | Salla Sipponen           | Finlandia                   | 54,00    | 53,66    | 51,66    | 54,00     |      |
| 22  | B      | Daria Zabawska           | Polonia                     | 52,26    | x        | 53,94    | 53,94     |      |
| 23  | A      | Ieva Zarankaitė          | Lituania                    | 53,91    | x        | 52,31    | 53,91     |      |
| 24  | A      | Helena Leveelahti        | Finlandia                   | 51,85    | 53,37    | 53,56    | 53,56     |      |
| 25  | A      | Yuliya Maltseva          | Atleti Neutrali Autorizzati | 52,34    | 52,61    | 53,50    | 53,50     |      |
| 26  | A      | Kirsty Law               | Gran Bretagna               | 52,31    | 52,37    | 50,18    | 52,37     |      |
| 27  | B      | Veronika Domjan          | Slovenia                    | 49,89    | x        | x        | 49,89     |      |
| 28  | A      | Viktoriya Klochko        | Ucraina                     | x        | 49,11    | x        | 49,11     |      |
| 29  | A      | Kätlin Tõllasson         | Estonia                     | 48,58    | x        | x        | 48,58     |      |

### Finale
| Pos     | Atleta                   | Nazionalità   | 1ª prova | 2ª prova | 3ª prova | 4ª prova | 5ª prova | 6ª prova | Risultato | Note                                     |
| ------- | ------------------------ | ------------- | -------- | -------- | -------- | -------- | -------- | -------- | --------- | ---------------------------------------- |
| Oro     | Sandra Perković          | Croazia       | x        | 59,09    | 59,97    | x        | 67,62    | x        | 67,62     |                                          |
| Argento | Nadine Müller            | Germania      | 62,00    | 63,00    | x        | 61,99    | 62,58    | x        | 63,00     | Miglior prestazione personale stagionale |
| Bronzo  | Shanice Craft            | Germania      | 56,33    | 59,73    | x        | x        | x        | 62,46    | 62,46     |                                          |
| 4       | Claudine Vita            | Germania      | x        | 57,08    | 61,23    | x        | x        | 61,25    | 61,25     |                                          |
| 5       | Daisy Osakue             | Italia        | x        | 58,09    | x        | x        | 59,32    | 56,16    | 59,32     |                                          |
| 6       | Dragana Tomašević        | Serbia        | 57,19    | 58,94    | 58,42    | 57,76    | x        | x        | 58,94     |                                          |
| 7       | Liliana Cá               | Portogallo    | x        | x        | 58,01    | 57,62    | 58,91    | x        | 58,91     |                                          |
| 8       | Alexandra Emilianov      | Moldavia      | 57,07    | 56,76    | 58,10    | 57,59    | x        | 57,22    | 58,10     |                                          |
| 9       | Irina Rodrigues          | Portogallo    | x        | 58,00    | 54,06    |          |          |          | 58,00     |                                          |
| 10      | Hrisoula Anagnostopoulou | Grecia        | 56,58    | x        | 57,34    |          |          |          | 57,34     |                                          |
| 11      | Jade Lally               | Gran Bretagna | 55,73    | 57,33    | 56,58    |          |          |          | 57,33     |                                          |
| 12      | Eliška Staňková          | Rep. Ceca     | 57,04    | 56,88    | 56,51    |          |          |          | 57,04     |                                          |